# Samuel Brooks
Samuel "Sammy" Joseph Brooks (ur. 21 marca 1994) – amerykański zapaśnik walczący w stylu wolnym. Trzeci w Pucharze Świata w 2019 i na MŚ kadetów w 2011 roku.
Zawodnik Oak Park and River Forest High School i University of Iowa. Dwa razy All-American w NCAA Division I; czwarty w 2017 i ósmy w 2016 roku